# Terminator (concept)
Terminator is een fictieve soort robot en cyborg uit de gelijknamige franchise. De eerste terminator werd gezien in de film The Terminator uit 1984, bedacht door James Cameron.

## Fysieke kenmerken

### Ontwikkeling
De terminators zijn een creatie van een zelfdenkend computernetwerk genaamd Skynet, dat zich tegen zijn scheppers heeft gekeerd en de mensheid wil uitroeien. In de loop der jaren heeft Skynet de terminators steeds verder verbeterd. De eerste modellen waren gevechtsrobots. Daarna kwamen er terminators met een humanoïde vorm en ten slotte terminators met een geheel menselijk uiterlijk. Dit stelt hen in staat om te infiltreren bij groepen mensen. Skynet maakte deze terminators om te infilteren bij het menselijke verzet.
Terminators hebben in feite hun eigen creatie mogelijk gemaakt. Skynet is ontwikkeld met behulp van de restanten van de originele terminator die in de eerste film terug in de tijd werd gestuurd door Skynet. 

### Constructie
De meeste terminators hebben een endoskelet gemaakt van metaal. Aanvankelijk was dit titanium, maar andere modellen gebruiken coltan. Terminators kunnen de meeste vuurwapens weerstaan, evenals explosies en lichamelijke verwondingen. Dit endoskelet is eigenlijk een netwerk van krachtige hydraulische systemen, waardoor terminators bovenmenselijk sterk zijn. Er bestaan ook speciale terminators, zoals de T-1000, die geheel gemaakt zijn van een vloeibaar metaal dat elke gewenste vorm kan aannemen.
Terminators kunnen door hun menselijke uiterlijk ook menselijke voorwerpen hanteren, zoals wapens en voertuigen. 
De meeste terminators zijn in staat te praten, maar doen dit vrijwel nooit. De meest geavanceerde modellen kunnen zich uitstekend voordoen als mensen, waardoor ze lastig te ontdekken zijn.

### CPU
Het belangrijkste onderdeel van een terminator is zijn CPU. Deze bevat zijn geheugen en programmering. Ook zit hier veel nuttige informatie in opgeslagen. Terminators zijn in staat te leren, ze kunnen zelfs menselijk gedrag en emoties leren begrijpen, maar Skynet gaat dit meestal tegen. De enige terminators bij wie dit gezien wordt zijn de T-800 uit de tweede en derde film en Cameron Phillips uit de televisieserie.
Een terminator zal koste wat het kost proberen zijn geprogrammeerde opdracht uit te voeren, ongeacht hoe zwaar hij beschadigd is. 

### Huid
De meeste terminators hebben een organische huid over hun endoskelet. Deze huid kan menselijke eigenschappen zoals bloed en zweet simuleren. Zeldzamere modellen zoals de T-X hebben een huid van vloeibaar metaal, waardoor ze hun uiterlijk kunnen veranderen.

## Modellen

### T-1
Het meest primitieve model terminator. Dit zijn in feite militaire gevechtsrobots. Ze bewegen zich voort op rupsbanden en zijn uitgerust met onder andere machinegeweren. Ze worden gezien in de derde film, waarin Skynet controle over ze neemt. 

### T-70
De eerste terminators met een humanoïde uiterlijk. Deze worden gezien in de voorshow van de attractie T2 3-D: Battle Across Time. Deze terminators hebben nog geen kunstmatige huid. Ze zijn gewapend met een M134 (vuurwapen).

### T-600
Een prototype van de T-800. Dit zijn de eerste terminators met een kunstmatige huid en een volledig menselijk uiterlijk. Een terminator van dit model wordt gezien in de serie Terminator: The Sarah Connor Chronicles en in de film Terminator Salvation. De huid van deze terminators is gemaakt van rubber en makkelijk te onderscheiden van een echte menselijke huid. Ze zijn standaard uitgerust met een vuurwapen.

### 800-serie
In deze reeks zitten de eerste terminators met een realistische kunstmatige huid. Het bekendste model uit deze reeks is de T-800 (ook wel T-850 of model 101 genoemd). Deze kwam voor in alle drie de films en werd gespeeld door Arnold Schwarzenegger. In de eerste film is hij echter een terminator onder controle van Skynet. In de tweede en derde film is hij door het verzet omgebouwd en beschermd hij John Connor, Sarah Connor (alleen de tweede film) en Kate Brewster (alleen de derde film).
De eerste modellen uit deze reeks hebben nog vrijwel geen persoonlijkheid, maar kunnen deze wel aanleren door menselijk contact. Latere modellen, zoals de T-888, hebben een geavanceerdere persoonlijkheid. 
Terminators uit de T-800 reeks hebben niet langer een standaardwapen, maar moeten het doen met wapens die ze vinden of krijgen van Skynet. 
Mogelijk behoort Cameron Phillips ook tot deze reeks.

### T-1000
De T-1000 is een terminator die geheel is gemaakt van een kunstmatig metaal, dat op commando vloeibaar kan worden en zo van vorm kan veranderen. Dit geeft hun veel meer mogelijkheden dan de eerdere terminators. De bekendste T-1000 is die uit de film Terminator 2: Judgment Day.

### T-1000000
Een enorme spinachtige versie van de T-1000. Deze terminator wordt gezien in de attractie T2 3-D: Battle Across Time, waarin hij de centrale computer van Skynet bewaakt. 

### T-X
De T-X is een terminator die het metalen endoskelet van de T-800 reeks combineert met de vloeibare metalen huid van de T-1000. Ook beschikt deze terminator over een ingebouwd wapenarsenaal, bestaande uit onder andere een vlammenwerper en plasmakanon.
De T-X is gemaakt om naast mensen ook vijandige terminators uit te schakelen.

### I-950
Deze terminator  komt voor in T2: Infiltrator. In tegenstelling tot alle voorgaande terminators wordt dit model niet aan de lopende band geproduceerd. De I-950 is Skynets poging een zeer menselijke terminator te maken, door deze terminator uniek te laten zijn ten opzichte van de rest. De I-950 is namelijk een cyborg, die begon als mens en later technologische upgrades heeft gekregen.
De I-950 begint als een baby met een neurale netwerkprocessor gekoppeld aan zijn hersenen, welke zorgt voor een link met Skynet. Op zijn vierde injecteerde Skynet dit kind met een serum  om zijn groei te bevorderen. 
De I-950 kan emoties voelen en tonen om zo makkelijker te infiltreren bij mensen, maar deze emoties worden binnen bepaalde grenzen gehouden door een cyberimplantaat.

### T-5000
De T-5000 is door Skynet gecreëerd aan het einde van de "the war against the machines" in een alternatieve tijdlijn. Skynet heeft zich geüpload in de T-5000 om vervolgens terug naar de originele tijdlijn te reizen en John Connor te infecteren met Nanomachines zo ontstaat dan de T-3000.

### T-3000
De T-3000 is ontstaan doordat Skynet in de vorm van een T-5000 terug in de tijd reist, om John Connor infecteren met nanomachines die hem transformeert in een T-3000 cyborg terminator, met de redenen om het veiligstellen van het voorbestaan van Skynet.